# Birgit Huonker

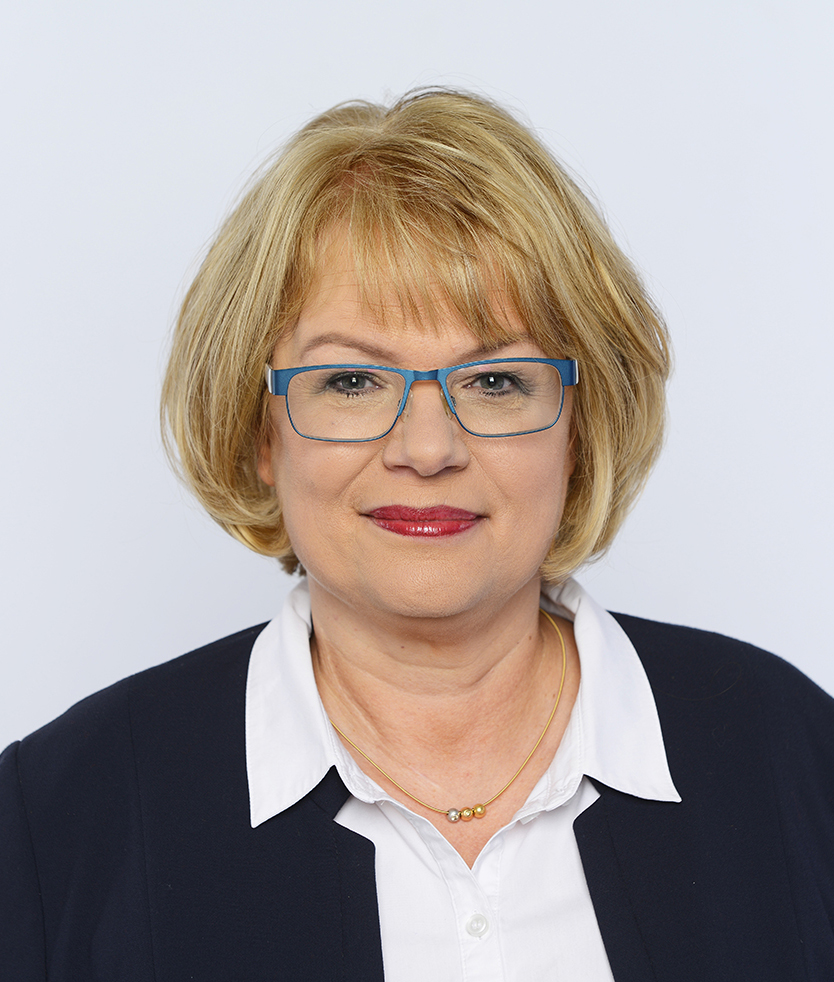
Birgit Huonker (2019)

Birgit Huonker (* 27. Oktober 1961 in Nordhausen am Harz) ist eine deutsche Politikerin (Die Linke, zuvor Bündnis 90/Die Grünen). Sie war Mitglied im Landtag des Saarlandes und in der Linksfraktion für Innen- und Rechtspolitik zuständig. Kommunalpolitisch bekleidet sie das Amt der Fraktionsvorsitzenden im Gemeinderat der Kommune Riegelsberg.

## Biografie
Geboren in Nordhausen zog sie 1984 zunächst nach Baden-Württemberg, später ins Saarland. 1980 machte sie Abitur und absolvierte eine Ausbildung zur Bürokauffrau in einem mittelständischen Unternehmen in Baden-Württemberg. Danach schloss sich eine Kindererziehungsphase sowie die Pflege von Angehörigen an. Sie studierte anschließend an der Universität Hohenheim und schloss ihr Studium als Diplom-Kommunikationswissenschaftlerin erfolgreich ab. Seit 1993 war sie als Journalistin bei regionalen und überregionalen Medien tätig.

## Politische Tätigkeiten
Huonker war von 1986 bis 1999 Mitglied der Grünen, 2007 trat sie in die Partei Die Linke ein und arbeitete von 2007 bis 2009 als Wahlkreismitarbeiterin von Oskar Lafontaine. Seit Gründung der Partei Die Linke im Saarland gehört sie deren Landesvorstand an. Bei der Landtagswahl im Saarland am 30. August 2009 wurde sie als Abgeordnete des Saarländischen Landtages gewählt. Bei den vorgezogenen Landtagswahlen 2012 verfehlte sie knapp den Wiedereinzug, rückte aber im Jahre 2013 für den verstorbenen Rolf Linsler in den Landtag nach. Im Juni 2009 wurde sie als Vertreterin ihrer Partei in den Gemeinderat Riegelsberg gewählt, seit 2011 ist sie dort Fraktionsvorsitzende und holte bei der Kommunalwahl 2014 das beste Ergebnis landesweit. Bei der Landtagswahl im Saarland 2017 verfehlte sie den Wiedereinzug in den Landtag und arbeitet seitdem für die Fraktion als wissenschaftliche Referentin für die Bereiche Umwelt- und Verbraucherschutz, Justiz, Bauen sowie Grubensicherheit und Nachbergbau. Ende Oktober 2018 gab sie ihre Bürgermeisterkandidatur für Riegelsberg bekannt. Sie trat als freie Kandidatin an und hatte die dafür notwendigen 99 Unterstützer-Unterschriften innerhalb von nur fünf Tagen beisammen. Die Kommunalpolitikerin war damit die erste Kandidatin, die in Riegelsberg ohne offizielle Unterstützung einer Partei zur Bürgermeisterwahl antrat. Bei der Kommunalwahl am 26. Mai 2019 erreichte Huonker mit 26,9 % den niedrigsten Stimmenanteil unter drei Kandidaten und kam nicht in die Stichwahl.

## Ehemaliges Mitglied folgender Landtags-Ausschüsse
- Ausschuss für Inneres und Datenschutz (ID)
- Ausschuss für Justiz, Verfassungs- und Rechtsfragen sowie Wahlprüfung (VR)
- Ausschuss für Eingaben (E)
- Ausschuss für Fragen des Verfassungsschutzes (Vs)
- Mitglieder im Interregionalen Parlamentarierrat (IPR)
- Untersuchungsausschuss Meeresfischzucht Völklingen

## Mitgliedschaften
- Ehrenmitglied im Deutschen Kinderschutzbund e.V.
- Mitglied bei ver.di
- Mitglied im Kulturverein Riegelsberg e.V.
- Mitglied im Obst- und Gartenbauverein Riegelsberg-Buchschachen
- Mitglied der Elterninitiative für ein kinderfreundliches Riegelsberg e.V.
- Mitglied bei Greenpeace e.V.